# Distrito de Yaguas
El distrito de Yaguas es uno de los cuatro distritos de la provincia de Putumayo, ubicada en el departamento de Loreto, bajo la administración del Gobierno regional de Loreto, en el Perú. Limita por el norte con el distrito de Putumayo y la República de Colombia; por el este con la República de Colombia; y, por el sur y suroeste con los distritos de Ramón Castilla y Pebas (provincia de Mariscal Ramón Castilla).
Desde el punto de vista jerárquico de la Iglesia católica forma parte de la Vicariato apostólico de San José de Amazonas.

## Historia
El distrito fue creado mediante Ley del Congreso de la República N° 30186 del 10 de abril de 2014, y promulgada el 5 de mayo del mismo año, en el gobierno del Presidente Ollanta Humala.

## Geografía
Abarca una superficie de 18 059,27 km².

## División administrativa

### Centros poblados
- Remanso.

## Autoridades

### Municipales
- 2019 - 2022[4]
  - Alcalde: Claudio Shapiama Noteno, del Movimiento Esperanza Región Amazónica (MERA).
  - Regidores: Hernet Preslei Mozombite Morales (MERA), Susy Patricia Canayo Hilorio (MERA), Rafael Jimmi Gaitan Urapari (MERA), Janeth Cahuache Ruiz (MERA), Benilda Gonzalez Espinoza (TODOS POR EL PERÚ).

- 2016 - 2018[4]
  - Alcalde: Juan Magno Ferreyra Ahuanari, del Movimiento Integración Loretana (1000).
  - Regidores: Kathy Ruiz Tello (1000), Nelida Gonzales Enocaysa de Gaitan (1000), Gervinson Perdomo Chávez (1000), Isaias Rivera Sunta (1000), Nicolás Tehio Torres (ACCION POPULAR).

### Policiales
- Comisario:  PNP.

### Religiosas
- Vicariato apostólico de San José de Amazonas[5]
  - Vicario apostólico: Obispo Mons. José Javier Travieso Martín, C.M.F.
- Parroquia
  - Párroco: Pbro.
- Iglesia Evangélica Apostólica del Nombre de Jesús
  - Pastor: Rildo Jiménez Zumaeta
- Iglesia del Movimiento Misionero Mundial
  - Pastor: Jaico Ceva Rodríguez

## Festividades
- Junio: Fiesta de San Juan